# St. Pete Beach
St. Pete Beach és una població dels Estats Units a l'estat de Florida. Segons el cens del 2000 tenia 9.929 habitants.

## Demografia
Segons el cens del 2000, St. Pete Beach tenia 9.929 habitants, 5.294 habitatges, i 2.726 famílies. La densitat de població era de 1.703,8 habitants/km².
Dels 5.294 habitatges en un 10,4% hi vivien nens de menys de 18 anys, en un 44,2% hi vivien parelles casades, en un 5,3% dones solteres, i en un 48,5% no eren unitats familiars. En el 40,6% dels habitatges hi vivien persones soles el 18,1% de les quals corresponia a persones de 65 anys o més que vivien soles. El nombre mitjà de persones vivint en cada habitatge era d'1,82 i el nombre mitjà de persones que vivien en cada família era de 2,4.
Per edats la població es repartia de la següent manera: un 9,7% tenia menys de 18 anys, un 3,3% entre 18 i 24, un 22,6% entre 25 i 44, un 31,3% de 45 a 60 i un 33,1% 65 anys o més.
L'edat mediana era de 54 anys. Per cada 100 dones de 18 o més anys hi havia 97,9 homes.
La renda mediana per habitatge era de 47.574 $ i la renda mediana per família de 61.434 $. Els homes tenien una renda mediana de 40.938 $ mentre que les dones 30.532 $. La renda per capita de la població era de 35.514 $. Entorn del 3,7% de les famílies i el 7,4% de la població estaven per davall del llindar de pobresa.

## Poblacions properes
El següent diagrama mostra les poblacions més properes.